# Bula

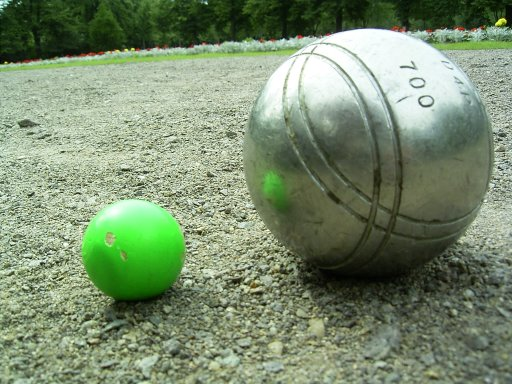
Świnka (po lewej) i bula (po prawej).

Bula (fr. la boule „kula”) – kula używana do gry w pétanque i w dyscyplinach pokrewnych. 

## Historia
W starożytnej Grecji w roli „bul” używane były monety, którym nadawano ruch toczący. Z czasem zaczęto wykorzystywać otoczaki i kamienie o spreparowanym kształcie zbliżonym do kulistego. Prawdopodobnie właśnie w takiej formie grę poznali rzymscy żołnierze, którzy grę przyswoili i rozpowszechnili na terenie całego Imperium rzymskiego.
W czasach nowożytnych stosowano nadal kule kamienne, a w koszarach i na okrętach również metalowe kule armatnie. Jednak od XVIII wieku najpopularniejsze stały się kule drewniane nabijane gwoździami (fr. boules cloutees). Dzięki dobremu stosunkowi wagi do wytrzymałości, precyzyjnie wykonywane i względnie tanie bule drewniane stały się przyczyną jeszcze większego upowszechnienia gier opartych na bulach i  powstania ich nowych wersji (np. bule lyońskie czy volo), w których zawodnicy rzucają bule z rozbiegu i nieraz wysoko na duże odległości. 
Kula wykonana w całości z metalu jest wynalazkiem francuza Jeana Blanca. Po opatentowaniu swojego wynalazku w roku 1928, rozpoczął w Saint-Bonnet-le-Château produkcję nowego rodzaju bul. Rozpoczął tym samym nową erę w sportach bulowych – w roku 1930 FBB (Fédération Française de Boules) wprowadziła obowiązek grania kulami metalowymi na oficjalnych zawodach.

## Parametry

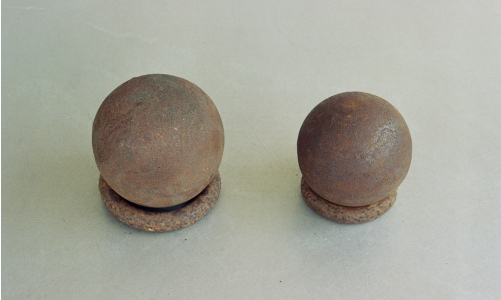
Przykład różnic w rozmiarach bul do gry w pétanque

Dopuszczane rozmiary bul do pétanque i gry prowansalskiej to:
- średnica od 70,5 do 80 mm,
- masa od 650 do 800 g

Twardość kul musi być nie mniejsza niż 35 HRC (110 kg / mm²). Ograniczenie to wiąże się z innym zachowaniem bul w zależności od ich twardości (kule miękkie mniej się odbijają, dlatego łatwiej jest je ustawiać na twardym terenie i wybijać nimi kule przeciwnika). Nie ma określonej górnej granicy twardości bul. 
Profesjonalna bula do gry nie może być wypełniona innym metalem, piaskiem, gliną, kruszywem (ani utwardzonym ani sypkim) itp. Z geometrycznego punktu widzenia bula do gry w pétanque jest bardziej sferą niż kulą. Różna waga kul o tym samym rozmiarze osiągana jest w procesie produkcyjnym przez różną grubość ścianek „sfery”.
Zawodnicy innych, pokrewnych dyscyplin używają jednak bul, których charakterystyka może nawet znacznie się różnic. Za przykład buli w artykule podane zostały parametry kul do gry w pétanque i grę prowansalską.
Międzynarodowa Federacja Pétanque i Gry Prowansalskiej wydała 21 czerwca 2006 r. w Marsylii komunikat zawierający listę typów bul dopuszczonych do rozgrywek pétanque w turniejach rangi mistrzowskiej. Lista ta jest regularnie aktualizowana, a wymagania sprzętowe stawiane przez FIPJP należą do najlepiej opisanych wśród sportów precyzyjnych.

## Bule amatorskie i zawodnicze
Profesjonalne kule wykonane są przede wszystkim ze stali węglowej (carbon) lub stali nierdzewnej (INOX), rzadziej z brązu o ściśle określonych parametrach twardości. Kule z brązu produkowane są głównie przez producentów włoskich tj. Linea Futura, Unibloc, Caudera i kilku francuskich. Poza krajem produkcji są mało popularne, jednak w pewnych rodzajach gier w bule np. bocce (volo, bocca alla liberta) i bule lyońskie używane są niemal wyłącznie bule z brązu.
W roku 2011 ceny profesjonalnych bul turniejowych do wahają się, zależnie od modelu, pomiędzy 150 zł a 1000 zł.
Najtańsze bule amatorskie produkcji chińskiej wykonywane są z cienkiej skorupy żelaznej pokrytej miedzią i chromem. Jako że skorupa ta jest zbyt lekka, chińskie kule dociążane są poprzez wypełnienie ich ziemią, kamieniami, cementem itp. Są gładkie i połyskliwe tylko na początku gry. Po kilku lub kilkunastu meczach wierzchnia warstwa chromu ulega zniszczeniu i zaczynają pokazywać kolejne, głębsze warstwy metalu, z którego zostały wykonane. Po utracie powłoki chromowej kule te bardzo szybko korodują.
Bule amatorskie produkowane we Francji są wykonane ze znacznie trwalszej stali utwardzanej, a technologia ich produkcji spełnia rygorystyczne wymogi normy francuskiej NF S 52 200, co zapewnia im wielokrotnie większą trwałość w porównaniu do kul chińskich.
Ceny kul amatorskich w roku 2011 to od ok. 30 zł za zestaw (3 sztuki) kul chińskich do 130 zł za zestaw 6 kul francuskich.

## Homologacja
Wszystkie profesjonalne bule są sygnowane. Oznacza to, że kula posiadająca homologację FIPJP ma na swojej powierzchni cztery elementy. 
- wygrawerowaną wagę (w gramach),
- markę (znak firmowy producenta),
- typ (model kuli)
- cechę (indywidualny kod danego kompletu kul, najczęściej spotyka się cechę w postaci litery i dwu cyfr np. A01).

Niektórzy producenci podają także średnicę buli w milimetrach. 
Na życzenie klienta producent graweruje na kuli (zwykle za odpowiednią dopłatą) imię, nazwisko, pseudonim gracza, bądź inny dowolny napis. Samodzielne przeróbki bul, również w zakresie grawerunku są niedopuszczalne.

## Producenci
Do najpopularniejszych producentów kul należą: Obut, MS Pétanque, JB 
Pozostali producenci: KTK, La Boule Noire, Intégrale, La Boule Bleue, TON'R, Master Sport, Linea Futura, Unibloc, Caudera, FBT (La Franc).